# Legio IIII Macedonica
Die Legio IIII Macedonica war eine Legion der römischen Armee, die im Jahr 48 v. Chr. von Gaius Iulius Caesar mit italischen Legionären aufgestellt wurde. Sie wurde im Jahr 70 von Kaiser Vespasian aufgelöst. Legionssymbole waren der Stier und der Capricorn (mythologische Gestalt: halb Steinbock, halb Fisch).

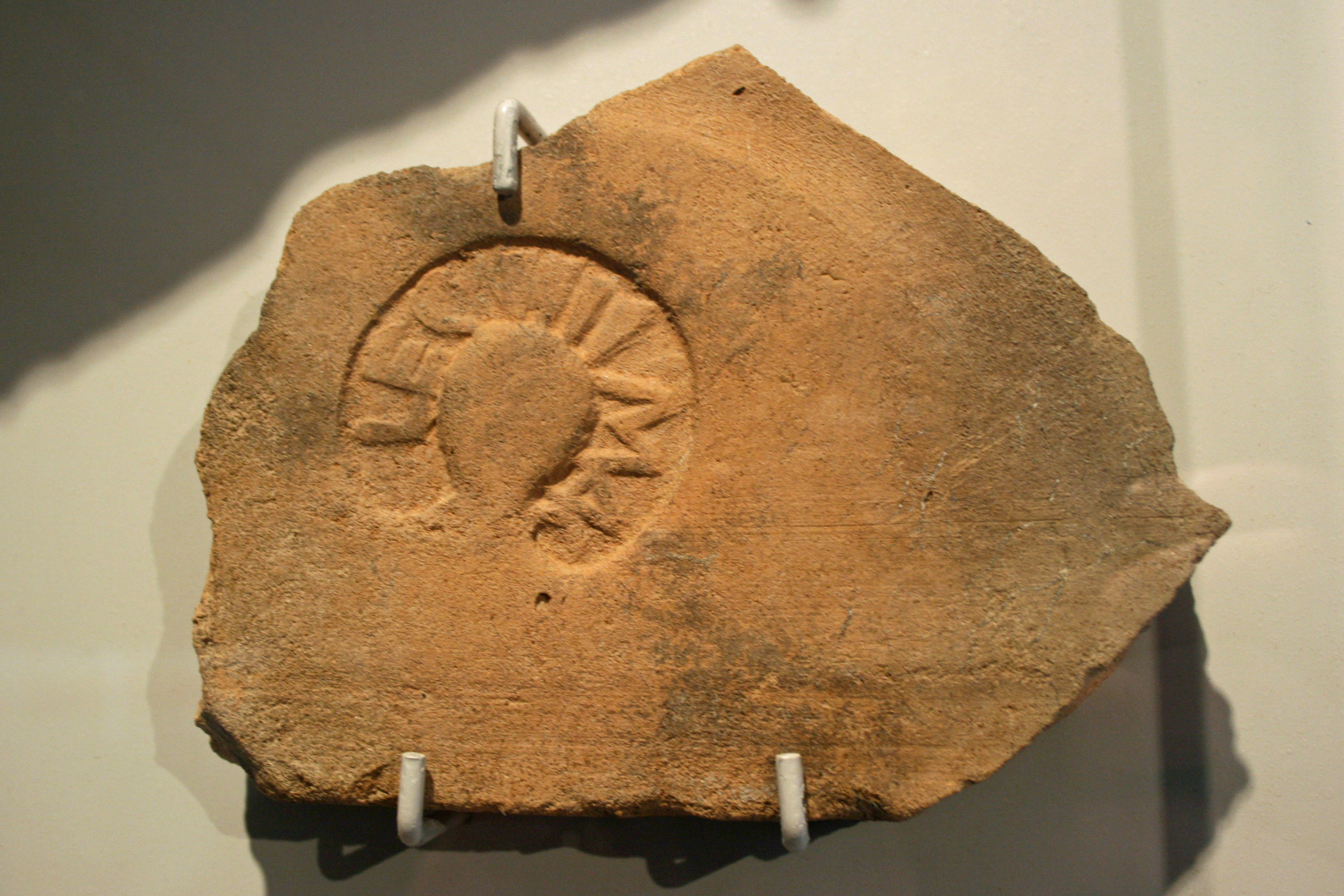
Ziegelstempel der Legion im Terra-Sigillata-Museum Rheinzabern.

## Geschichte der Legion

### Späte Republik
48 v. Chr. war die Römische Republik in starker Zersetzung begriffen. Caesar hatte im Jahr zuvor den Rubikon überschritten und den Bürgerkrieg begonnen. Pompeius, Cato der Jüngere und die konservative Fraktion des Senats waren nach Griechenland geflohen. Caesar bereitete ihre Verfolgung vor, wozu er die Legio IIII Macedonica aufstellte. Ihre ersten Einsätze waren in der Schlacht von Dyrrhachium (48 v. Chr.) und in der Schlacht von Pharsalus, in der Pompeius geschlagen wurde. Anschließend wurde die Legion in der Provinz Macedonia stationiert, was ihren Beinamen erklärt.
Im Sommer 44 v. Chr. wurde die Legion von Marcus Antonius nach Italien verlegt. Die Legio IIII Macedonica schloss sich noch 44 v. Chr. Caesars Adoptivsohn Octavian an und kämpfte mit ihm zunächst auf der Seite des Senats in der Schlacht von Mutina während des Mutinensischen Kriegs gegen Marcus Antonius, nach Bildung des Zweiten Triumvirats dann 42 v. Chr. gegen die Caesarmörder in den Schlachten von Philippi. Octavian verlegte die Legion wieder nach Italien und setzte sie im Winter 41/40 v. Chr. im Perusinischen Krieg gegen Marcus Antonius’ Bruder Lucius Antonius und schließlich wiederum gegen Antonius in der Seeschlacht von Actium 31 v. Chr. ein. Die Veteranen siedelte er in Venetien an.

### Julisch-claudische Dynastie

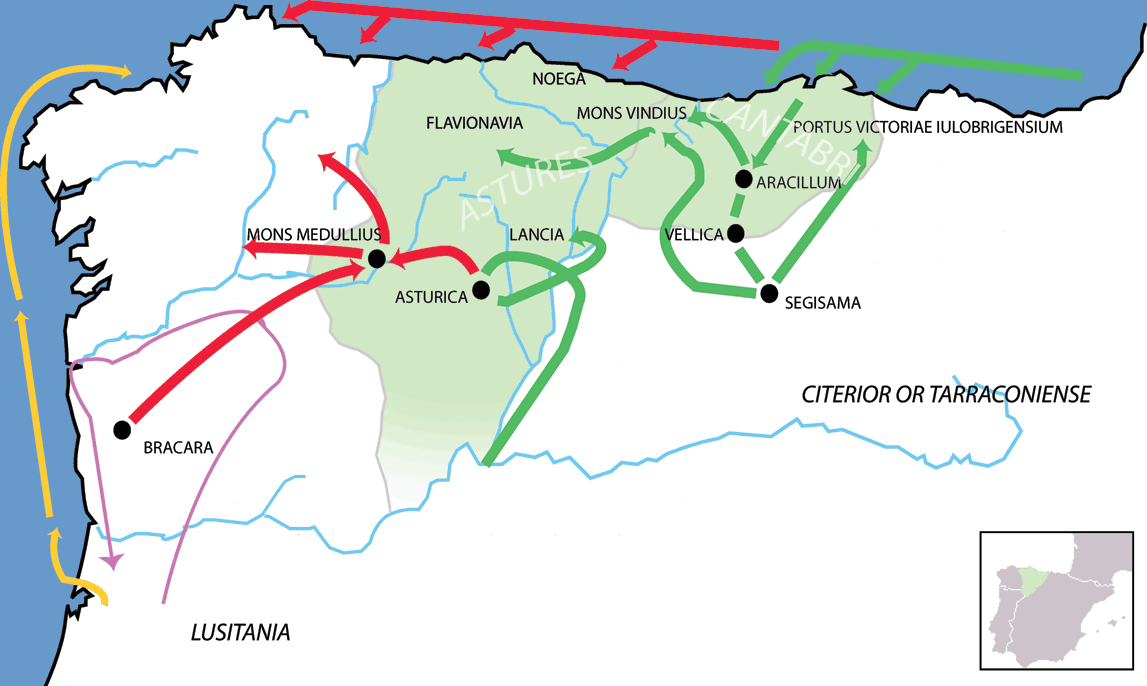
Verlauf des Kantabrischen Kriegs

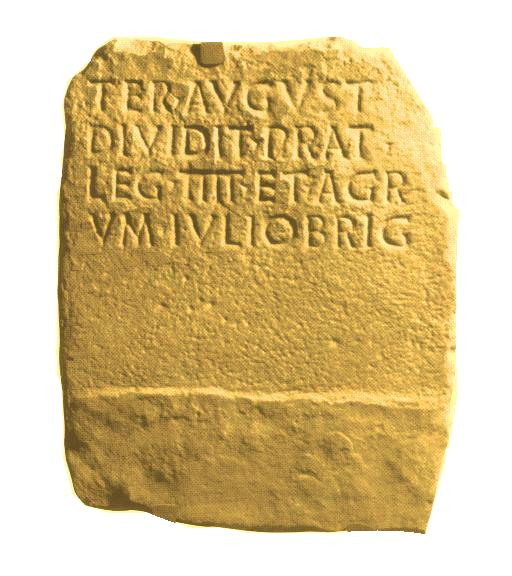
Ter(minus) August(alis) / dividit prat(a) / leg(ionis) IIII (Macedonicae) et agr/um Iuliobrigensium.
Der kaiserliche Grenzstein teilt den Bezirk der Legio IIII Macedonica und das Ackerland (der Stadt) Iuliobriga (heute Julióbriga in Cantabrien)

Octavian verlegte die Legion 30 v. Chr. in die Tarraconensis, um am Kantabrischen Krieg gegen die Kantabrer und Asturer teilzunehmen. Nach Augustus’ Sieg 13 v. Chr. blieb die Legion in der Provinz und wurde bei Herrera de Pisuerga stationiert. Die Legionäre wurden auch weiträumig in der zivilen Verwaltung Iberiens eingesetzt. Veteranen wurden vermutlich im Ort Cuartango (von quattuor, „vier“) angesiedelt.
Veteranen der Legionen IIII Macedonica, VI Victrix und der X Gemina waren um 15 v. Chr. unter den ersten Siedlern in der Colonia Caesaraugusta (Saragossa). Zu dieser Zeit wurden die Legionen zu umfangreichen Straßen- und Brückenbaumaßnahmen an der Via Augusta eingesetzt. Auch der Muel-Staudamm wurde von der Legion errichtet.
In den Jahren 39/40 verlegte Caligula die Legion für seinen Feldzug gegen die Chatten nach Mogontiacum (Mainz) in Germania superior (Obergermanien). Zunächst teilte sie das Lager wohl mit der Legio XIIII Gemina, die im Jahr 43 von der Legio XXII Primigenia abgelöst wurde. In Bingium (Bingen) ist die Anwesenheit einer Vexillation der Legio IIII Macedonica durch einen Grabsteinfund bezeugt.
Im Frühjahr 68 erhob sich Gaius Iulius Vindex, Statthalter der Provinz Gallia Lugdunensis, gegen Kaiser Nero. Ihm schlossen sich mehrere gallische Stämme an. Lucius Verginius Rufus, der Legat der Provinz Germania superior, schlug mit den Legionen IIII Macedonica, XXI Rapax und XXII Primigenia den Vindex-Aufstand in der Schlacht bei Vesontio (Besançon) nieder. Die ihm mehrmals von seinen Soldaten angetragene Kaiserkrone wies Verginius Rufus mit der Begründung zurück, er würde nur einen vom Senat gewählten Kaiser anerkennen.

### Vierkaiserjahr und Flavische Dynastie
Am 1. Januar 69 rebellierten die Rheinlegionen gegen Galba, wobei die Legio XXII Primigenia zunächst zögerte, dann jedoch gemeinsam mit der IIII Macedonica die Kaiserbilder in Mainz niederriss. Vier Centurionen, die ihnen entgegentraten, wurden in Ketten gelegt. Ende 68/Anfang 69 half Aulus Caecina Alienus als Legat der Legio IIII Macedonica bei der Erhebung des Vitellius mit, von dem er das Kommando über alle Truppen in Germania superior erhielt, von denen er Vexillationen nach Oberitalien führte. Caecina besiegte die Helvetier und kam nach Verona, um die Poebene zu besetzen. Bei Bedriacum gewannen die vereinigten Vitellianer die Entscheidungsschlacht am 14. April 69 gegen Otho. Etliche Legionäre wurde als Lohn für ihre Dienste in die Prätorianergarde aufgenommen.
In der Zweiten Schlacht von Bedriacum am 24./25. Oktober 69 wurden sie von Vespasian geschlagen. Während des Bataveraufstands (69/70) sicherte die IIII Macedonica Mainz und kämpfte unter Quintus Petilius Cerialis gegen die rebellischen Chatten, Usipeter und Mattiaker. Ihre Aktivitäten verdienten keine Vorhaltungen, dennoch hatten sie nicht das Vertrauen des Kaisers, vielleicht auch wegen ihrer Unterstützung des Vitellius. Vespasian löste die Legio IIII Macedonica auf, doch wurden die Legionäre im Jahr 70 in die neuaufgestellte Legio IIII Flavia Felix übernommen.
Domitian (81–96) siedelte zu Beginn seiner Herrschaft Veteranen der Legionen I Italica, III Augusta, IIII Macedonica, V Macedonica, V Alaudae, IIII Flavia Felix und VII Claudia in der neugegründeten Stadt Scupi (Skopje) an.